# Сатикој (Калифорнија)
Сатикој (енгл. Saticoy) насељено је место без административног статуса у америчкој савезној држави Калифорнија.

## Демографија
По попису из 2010. године број становника је 1.029.
| Група             | 2000.    | 2010.       |
| Белци             | 0 (0,0%) | 106 (10,3%) |
| Афроамериканци    | 0 (0,0%) | 9 (0,9%)    |
| Азијати           | 0 (0,0%) | 2 (0,2%)    |
| Хиспаноамериканци | 0 (0,0%) | 895 (87,0%) |
| Укупно            | 0        | 1.029       |